# Dire Straits (album)
Dire Straits is het debuutalbum van de gelijknamige band Dire Straits. Het album werd geproduceerd door Muff Winwood, de broer van Steve Winwood.

## Artiesten
- Mark Knopfler - vocalist, leadgitarist
- David Knopfler - slaggitarist
- John Illsley - bassist
- Pick Withers - drummer

## Tracks
| 1.                 | Down to the Waterline | 3:59 |
| 2.                 | Water of Love         | 5:22 |
| 3.                 | Setting Me Up         | 3:19 |
| 4.                 | Six Blade Knife       | 4:09 |
| 5.                 | Southbound Again      | 2:57 |
| 6.                 | Sultans of Swing      | 5:34 |
| 7.                 | In the Gallery        | 6:14 |
| 8.                 | Wild West End         | 4:42 |
| 9.                 | Lions                 | 4:54 |
| Totale duur: 41:10 |                       |      |

Mark Knopfler · John Illsley
Guy Fletcher · Alan Clark · David Knopfler · Pick Withers · Hal Lindes · Terry Williams · Jack Sonni